# CBS Records International
CBS Records International est un label discographique américain et bras international de Columbia Records de Columbia Broadcasting System, Inc., actif entre 1962 et 1991,. Auparavant, Columbia Records accordait des licences à d'autres labels pour la fabrication et la distribution d'enregistrements Columbia en dehors de l'Amérique du Nord, comme Philips Records et sa filiale Fontana (qui fait désormais partie du groupe Universal Music) en Europe.

## Histoire

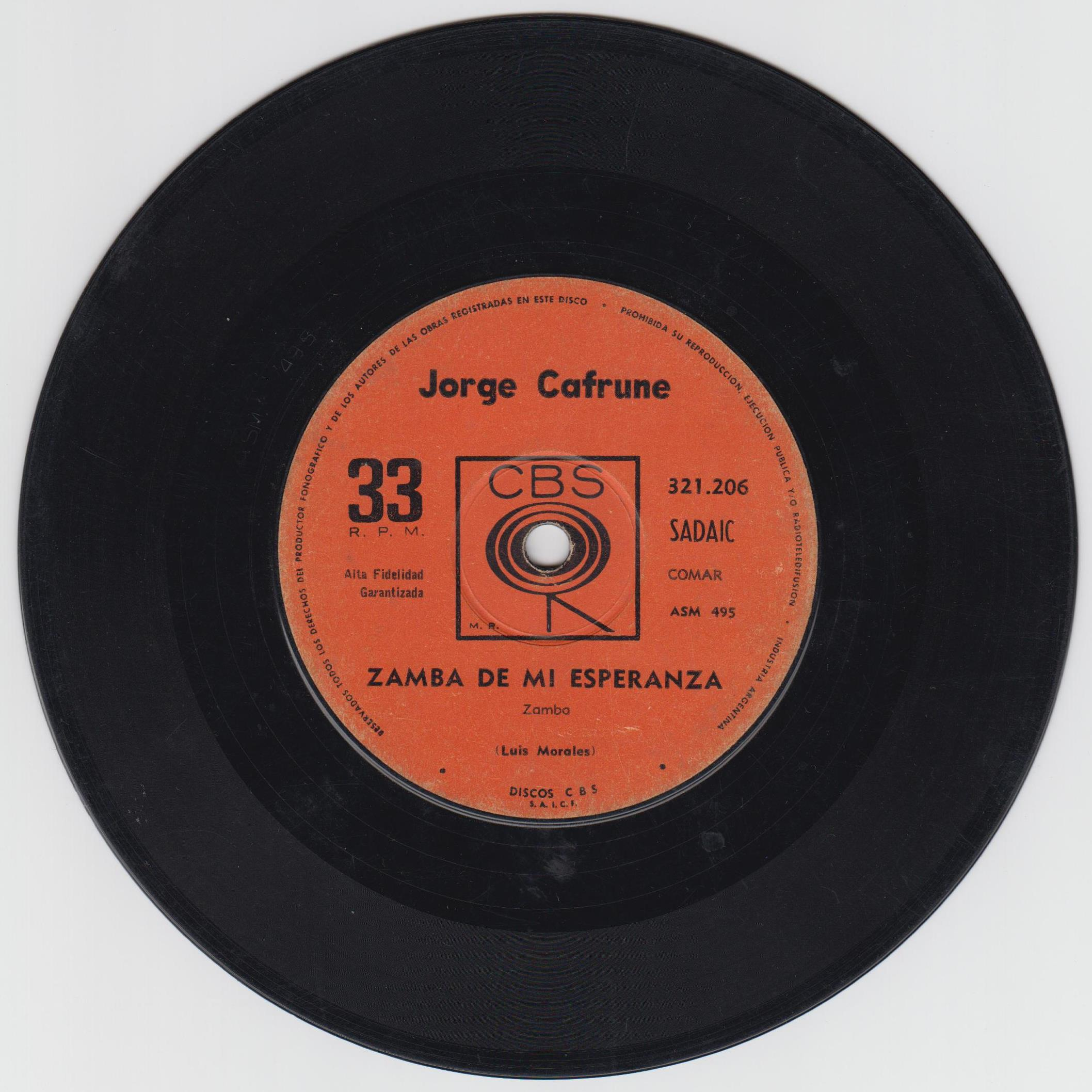
Zamba de mi esperanza de Jorge Cafrune.

En 1960, CBS acquiert son distributeur australien depuis 1956, l'Australian Record Company, et avec lui son label phare Coronet Records. Les œuvres de la Columbia américaine continuent d'être publiées sous le label CBS Coronet Records en Australie. Le label CBS est lancé en Australie en 1963. Toujours en 1960, CBS entame des négociations avec son distributeur européen Philips Records dans le but de créer un label CBS Records en Europe. L'acquisition de Mercury Records par Philips ouvre la voie à la création du label CBS en 1961, et Philips distribue le premier lot d'enregistrements CBS en Europe en 1962.
L'usage du nom CBS est nécessaire car EMI possède un autre label appelé Columbia, qui opère sur tous les marchés à l'exception de l'Amérique du Nord, de l'Espagne et du Japon.
En 1964, CBS acquiert Oriole Records, ce qui permet à CBS Records d'avoir sa propre distribution au Royaume-Uni à partir de 1965. Dans un premier temps, seuls les produits American Columbia sont distribués aux côtés de la propre liste d'Oriole sur le label CBS rebaptisé EMI, qui avait distribué les enregistrements américains de Columbia sur son label Columbia jusqu'à l'accord avec Philips en 1951, continue à distribuer les autres labels américains de CBS, tels que Epic et Okeh, sur ce label. L'accord de distribution avec EMI expire en 1968, date à laquelle CBS commence à distribuer tous ses labels directement. En Allemagne, le label CBS distribue Motown entre 1963 et 1965.
En janvier 1988, CBS vend le label à Sony pour un montant de 2 milliards de dollars. En 1991, la société CBS Records est rebaptisée Sony Music Entertainment. Le label CBS Records est rebaptisé Columbia Records après que Sony rachète le nom et les marques Columbia à EMI.